# Phyllogonium viscosum
Phyllogonium viscosum là một loài Rêu trong họ Phyllogoniaceae. Loài này được (P. Beauv.) Mitt. miêu tả khoa học đầu tiên năm 1869.